# Създаване на македонската нация
В края на 20-те години на XX век се заражда идеята за създаването на македонска нация. Първоначалната идея е за създаването на единна нация, съставена от всички етнически елементи, които да образуват самостоятелна република в бъдещата Балканска федерация. В действителност македонската идентичност се приема единствено от етническите българи, населяващи Вардарска Македония, която е в състава на Кралство Югославия. Развитието на процеса е в резултат на тогавашната югославска политика, целяща изтриването на българското национално самосъзнание в населението на Вардарска Македония и заменянето му със сръбско.

## Зараждане на идеята за македонска нация

### Разделянето на Македония
След края на Балканските войни Македония е разделена на 3 части между България, Гърция и Югославия. Българското население преобладава във Вардарската, Пиринската и северната част на Егейска Македония и съставя над 50% от населението в цялата област. В състава на Кралство Югославия е образувана Вардарска бановина, българският език е изваден от училищата и забранен за употреба и на негово място се поставя сръбският. В Егейска Македония Гръцката държава обявява населението, говорещо български език, за славяноезични гърци (славофони). Заедно със засилената чуждата пропаганда сред македонските комунисти се заражда идеята за създаването на отделна македонска нация.

### Предпоставки за създаване на македонска нация
Идеята за създаване на македонска нация за пръв път се появява сред българските комунисти, начело с Димитър Влахов, публицист и революционер, една от водещите фигури в създадената по-късно ВМРО (обединена). Вземайки предвид голямата етническа разнородност на населението на Македония, анексирането на областта от България е в противоречие с хората, изповядващи комунистическите ценности. Сред ляво-мислещите македонски революционери единствен изход от ситуацията представлява обединението на всички етнически групи в една - македонска нация, което да улесни установяването в бъдеще на Македонска държава в проектираната вече Балканска федерация. В началото идеята е приета от доста български революционери като Петър Чаулев, Павел Шатев, Владимир Поптомов и Тодор Паница. Много бързо обаче някои от тях се отдръпват поради тесните връзки на организацията с БКП и Коминтерна и поради несъгласие с политиката на отричане на българското етническо самосъзнание на населението на Македония.

### Организации подкрепящи създаването на македонската нация
Основните поддръжници на създаването на македонска нация са лявото крило на ВМРО и МФО. През 1924 настъпва разрив между левите и десните във ВМРО, което води до заговора и убийството на лидера Тодор Александров и окончателното изгонване на левичарите от партията. Малко след това те създават нова партия ВМРО (обединена) в която се включват и бивши членове на други партии. Партията се превръща в движеща сила на идеята за македонска нация и създава стабилни връзки с комунистическите сртуктури в България и Кралство Югославия. През 1935 година се разпадат последователно комитетите в Горна Джумая и София и постепенен упадък на организацията. На следващата година е изготвен процес срещу партията по ЗЗД, който осъжда ръководителите на партията за антидържавна и прокомунистическа политика, целяща да измени границите и откъсне територии от Царство България чрез насилие. След процеса и малкото останали членове се отдръпват, което слага и край на съществуването на организацията.

## Становище на Коминтерна
През 1934 излиза официално становище на Коминтерна, което признава съществуването на македонска нация. Документът е изготвен в Москва с помощта на Димитър Влахов. Идеята на двамата комунистически лидери е по този начин да поставят основите за създаването на свободна и независима Македония в нейните географски и икономически граници и нейното конструиране в самостоятелна политическа единица, която да влезе в бъдещата Балканска Федерация. Погледнато от исторически план, документът има за цел да узакони съществуането на македонска нация.

## Развитие на македонизма по време на Втората световна война
След задържането на активистите на ВМРО (обединена) в Кралство Югославия и разпада на партията, идеята за македонска нация бива отхвърлена дори и сред левичарските среди. На 17 април 1941 Македония е окупирана от германските войски. След решението за временна подялба на Югославия на 19 април Българската армия започва да управлява (т.нар. окупация) източната част на Егейска и почти цяла Вардарска Македония. Веднага е организирана местна администрация на региона и са изгонени всички представители на гръцката и сръбска власт. В Скопие се дислоцира Пета българска армия съставена от Пета и Шеста пехотни дивизии и запълнена с местно население от новоосвободените региони. След обрата във войната за много кратко време са образувани български, гръцки и сръбски отряди, работещи против българската власт. До края на изтеглянето си българските войски са под постоянни нападения от страна на партизанските отряди, работещи в тясна връзка с БКП и Георги Димитров.